# Morville-le-Héron
Morville-le-Héron è un comune francese di 543 abitanti situato nel dipartimento della Senna Marittima nella regione della Normandia. È stato istituito il 1 gennaio 2025 dalla fusione dei precedenti comuni di Le Héron e Morville-sur-Andelle.